# Radiotopia
Radiotopia är ett internationellt nätverk av engelskspråkiga poddradioprogram. Nätverket grundades år 2014 av Roman Mars och bestod då av sju poddar, varav en är Mars egen, 99% Invisible. Poddarna varierar i fråga om publiceringstakt, utformning och genre. Innehållet består av journalistiska reportage och intervjuer, liksom dokumentärer, radioteater, essäer och blandgenrer. Skaparna utnyttjar den formmässiga, språkliga och innehållsliga frihet det innebär att inte nödvändigtvis sändas i konventionell tablåradio. I flera fall är programledarna närvarande i egenskap av privatpersoner.

## Program
| Namn                                  | Alternativt namn               | Programledare                               | Innehåll                                             | Aktiva år | Del av Radiotopia år |
| ------------------------------------- | ------------------------------ | ------------------------------------------- | ---------------------------------------------------- | --------- | -------------------- |
| 99% Invisible                         |                                | Roman Mars                                  | Design, arkitektur och samhälle                      | 2010–     | 2014–                |
| The Allusionist                       |                                | Helen Zaltzman                              | Språk                                                | 2015–     | 2015–                |
| The Bugle                             |                                | Andy Zaltzman                               | Nyhetssatir                                          | 2007–     | 2016–                |
| Criminal                              |                                | Phoebe Judge, Lauren Spohrer                | True crime                                           | 2014–     | 2014–                |
| Ear Hustle                            |                                | Earlonne Woods, Antwan Williams, Nigel Poor | Fängelseliv (San Quentin)                            | 2017–     | 2017–                |
| Everything is Alive                   |                                | Ian Chillag                                 | Radioteater                                          | 2018–     | 2018–                |
| The Heart                             | Audio Smut (tidigare namn)     | Kaitlin Priest                              | Kropp, sexualitet och kärlek                         | 2014–     | 2015–                |
| The Kitchen Sisters Present           | Fugitive Waves (tidigare namn) | Davia Nelson, Nikki Silva                   | Historieberättande                                   | 2014–     | 2014–                |
| Love + Radio                          |                                | Nick van der Kolk                           | Historieberättande och intervjuer                    | 2005–     | 2014–                |
| The Memory Palace                     |                                | Nate DiMeo                                  | Historia                                             | 2008–     | 2015–                |
| Millennial                            |                                | Megan Tan                                   | Historieberättande                                   | 2015–2017 | 2016–2017            |
| The Mortified Podcast                 | Mortified                      | Dave Nadelberg, Neil Katcher                | Historieberättande                                   | 2015–     | 2015–                |
| Radio Diaries                         |                                | Joe Richman                                 | Historieberättande                                   | 2013–     | 2014–                |
| Song Exploder                         |                                | Hrishikesh Hirway                           | Musikreportage                                       | 2014–     | 2015–                |
| Strangers                             |                                | Lea Thau                                    | Historieberättande och intervjuer                    | 2012–     | 2014–2017            |
| Theory of Everything                  |                                | Benjamen Walker                             | Kultursamtal                                         | 2013–     | 2014–                |
| The Truth                             |                                | Jonathan Mitchell                           | Radioteater                                          | 2012–     | 2014–                |
| This is Love                          |                                | Phoebe Judge, Lauren Spohrer                |                                                      | 2018–     | 2018–                |
| The West Wing Weekly                  |                                | Hrishikesh Hirway, Joshua Malina            | Samtal om tv-serien Vita huset från 1999             | 2016–     | 2016–                |
| What Trump Can Teach Us About Con Law | Trump Con Law                  | Roman Mars, Elizabeth Joh                   | Samtida nordamerikansk politik och grundlagstiftning | 2017–     | 2017–                |
| ZigZag                                |                                | Manoush Zomorodi, Jen Poyant                |                                                      | 2018–     | 2018–                |

Grönmarkerade program ingick i Radiotopia vid starten 2014.

### Showcase
Sommaren 2017 introducerades poddradioserien Showcase, som utgörs av en serie olika poddradioprogram med begränsade antal avsnitt. Först ut var Ways of Hearing, ett program i sex delar om lyssnande i det digitala samhället, följt av The Polybius Conspiracy, en serie som kretsar kring en vandringssägen i området Pacific Northwest. Den svenska journalisten Mohamed El Abed ledde det tredje programmet, Secrets, som handlar om människors hemligheter.
| # | Namn                        | Programledare                   | Tema                                                                         | Delar | År   |
| - | --------------------------- | ------------------------------- | ---------------------------------------------------------------------------- | ----- | ---- |
| 1 | Ways of Hearing             | Damon Krukowski                 | Digitalt och analogt ljud på 1900- och 2000-talet                            | 6 + 1 | 2017 |
| 2 | The Polybius Conspiracy     | Jon Frechette, Todd Luoto       | En vandringssägen på den nordamerikanska västkusten                          | 7     | 2017 |
| 3 | Secrets                     | Mohamed El Abed, Martin Johnson | Människors hemligheter                                                       | 6     | 2018 |
| 4 | Errthang                    | Al Letson, Willie Evans Jr.     | Varierande                                                                   | 8     | 2018 |
| 5 | The Great God of Depression | Karen Brown, Pagan Kennedy      | Dokumentär om författaren William Styron och hans neuroläkare Alice Flaherty | 5     | 2018 |